# Richie Partridge
Richard Joseph „Richie” Partridge (ur. 12 września 1980 w Dublinie) – irlandzki piłkarz. Po zakończeniu kariery w 2011 roku został fizjoterapeutą w Liverpoolu.

## Kariera
Partridge zaczął grać na poważnie w piłkę nożną jako stażysta w Liverpoolu w 2000. Często doznawał urazów, przez co nie otrzymał szansy debiutu w Premier League. Niemniej jednak, zdołał rozegrać trzy mecze w Pucharze Ligi Angielskiej, w tym zwycięski 8-0 pojedynek ze Stoke City w listopadzie 2000.
20 marca 2001 został wypożyczony do Bristol Rovers, gdzie wystąpił w sześciu spotkaniach i strzelił jedną bramkę. 7 maja 2001 powrócił do Liverpoolu.
Zawodnik nie mieścił się w kadrze pierwszego zespołu, dlatego też 20 września 2002 przystał na wypożyczenie do Coventry City. Po powrocie do klubu został przez kibiców Coventry wybrany graczem sezonu 2003/2004. 29 lipca 2005 Partridge na zasadzie wolnego transferu podpisał kontrakt z Sheffield Wednesday. 4 maja 2006 ogłoszono, że klub nie przedłuży z piłkarzem umowy.
30 czerwca 2006 dołączył do Rotherham United. Wraz z końcem sezonu został zwolniony z kontraktu, a 21 czerwca związał się umową z Chester City. W zespole zadebiutował 11 sierpnia 2007 w zremisowanym 0-0 spotkaniu z Chesterfield, a pierwszego gola zdobył w meczu z Crewe Alexandra w rozgrywkach o Puchar Johnstone's Paint. 20 października 2007 zdobył dwie bramki w wygranej 2:1 potyczce ze Stockport County.
Partridge jest byłym reprezentantem młodzieżowej reprezentacji Irlandii U-21.

## Statystyki
| Klub                  | Sezon     | Liga | Liga | Puchar Anglii | Puchar Anglii | Puchar Ligi | Puchar Ligi | Europa | Europa | Inne | Inne | Ogółem | Ogółem |
| Klub                  | Sezon     | Wys  | Gole | Wys           | Gole          | Wys         | Gole        | Wys    | Gole   | Wys  | Gole | Wys    | Gole   |
| --------------------- | --------- | ---- | ---- | ------------- | ------------- | ----------- | ----------- | ------ | ------ | ---- | ---- | ------ | ------ |
| Rotherham             | 2006–2007 | 0    | 0    | 0             | 0             | 0           | 0           | 0      | 0      | 0    | 0    | 0      | 0      |
| Sheffield Wednesday   | 2005–2006 | 18   | 0    | 1             | 0             | 1           | 1           | 0      | 0      | 0    | 0    | 20     | 1      |
| Coventry (Wyp.)       | 2002–2003 | 27   | 4    | 2             | 0             | 2           | 0           | 0      | 0      | 0    | 0    | 31     | 4      |
| Bristol Rovers (Wyp.) | 2000–2001 | 6    | 1    | 0             | 0             | 0           | 0           | 0      | 0      | 0    | 0    | 6      | 1      |
| Liverpool             | 2004–2005 | 0    | 0    | 0             | 0             | 2           | 0           | 0      | 0      | 0    | 0    | 2      | 0      |
| Liverpool             | 2003–2004 | 0    | 0    | 0             | 0             | 0           | 0           | 0      | 0      | 0    | 0    | 0      | 0      |
| Liverpool             | 2002–2003 | 0    | 0    | 0             | 0             | 0           | 0           | 0      | 0      | 0    | 0    | 0      | 0      |
| Liverpool             | 2001–2002 | 0    | 0    | 0             | 0             | 0           | 0           | 0      | 0      | 0    | 0    | 0      | 0      |
| Liverpool             | 2000–2001 | 0    | 0    | 0             | 0             | 1           | 0           | 0      | 0      | 0    | 0    | 1      | 0      |
| Ogółem                |           | 51   | 5    | 3             | 0             | 6           | 1           | 0      | 0      | 1    | 0    | 60     | 6      |